# Schuyler (Virginia)
Schuyler es un lugar designado por el censo situado en el condado de Nelson, Virginia  (Estados Unidos). Según el censo de 2010 tenía una población de 298 habitantes.

## Demografía
Según el censo de 2010, Schuyler tenía una población en la que el 92,3% eran blancos; el 1,7% afroamericanos; el 0,3% eran indios americanos y nativos de Alaska; el 0,3% eran asiáticos;  el 2,0% de otra raza, y el 3,4% a partir de dos o más razas. El 1,0% del total de la población eran hispanos o latinos de cualquier raza.